# Caecilia antioquiaensis
Caecilia antioquiaensis е вид безкрако земноводно от семейство Caeciliidae.

## Разпространение и местообитание
Видът е разпространен в Колумбия.
Обитава тропически райони, гористи местности и планини.